# Wilna (Nueva York)
Wilna es un pueblo ubicado en el condado de Jefferson en el estado estadounidense de Nueva York. En el año 2000 tenía una población de 6,235 habitantes y una densidad poblacional de 30 personas por km².

## Geografía
Wilna se encuentra ubicado en las coordenadas 44°1′5″N 75°35′49″O / 44.01806, -75.59694.

## Demografía
Según la Oficina del Censo en 2000 los ingresos medios por hogar en la localidad eran de $ 29,103 y los ingresos medios por familia eran $35,022. Los hombres tenían unos ingresos medios de $29,119 frente a los $19,655 para las mujeres. La renta per cápita para la localidad era de $13,556. Alrededor del 20.4% de la población estaban por debajo del umbral de pobreza.